# Afsnit af Badehotellet
Badehotellet er en dansk dramaserie, der er skrevet af Stig Thorsboe og Hanna Lundblad, og sendt på TV 2. Den første sæson havde premiere 30. december 2013. I foråret 2022 var der produceret 9 sæsoner og sammenlagt 55 afsnit af serien.

## Serieoversigt
| Sæsoner | Sæsoner | Episoder | Handlingsår | Oprindelig sendt  | Oprindelig sendt |
| Sæsoner | Sæsoner | Episoder | Handlingsår | Start             | Slut             |
| ------- | ------- | -------- | ----------- | ----------------- | ---------------- |
|         | 1       | 6        | 1928        | 30. december 2013 | 10. februar 2014 |
|         | 2       | 7        | 1929        | 12. januar 2015   | 2. marts 2015    |
|         | 3       | 7        | 1930        | 28. december 2015 | 15. februar 2016 |
|         | 4       | 7        | 1931        | 23. januar 2017   | 6. marts 2017    |
|         | 5       | 6        | 1932-33     | 12. februar 2018  | 19. marts 2018   |
|         | 6       | 6        | 1939        | 28. januar 2019   | 4. marts 2019    |
|         | 7       | 6        | 1940        | 27. januar 2020   | 2. marts 2020    |
|         | 8       | 5        | 1941        | 1. februar 2021   | 1. marts 2021    |
|         | 9       | 5        | 1945        | 7. februar 2022   | 7. marts 2022    |
|         | 10      | 9        | 1946-47     | 3. marts 2024     | 28. april 2024   |

## Afsnit

### Sæson 1 (2013)
| Nr. i serie | Nr. i sæson | Titel                       | Instruktør              | Manuskript af                | Oprindelig sendedato | Produktion kode | Seertal (i mio.) |
| --- | ----------- | --------------------------- | ----------------------- | ---------------------------- | -------------------- | --------------- | ---------------- |
| 1 | 1           | "En sommer ved Vesterhavet" | Hans Fabian Wullenweber | Hanna Lundblad Stig Thorsboe | 30. december 2013    | 101             | 1,524            |
| Grosserer Madsens 19-årige datter, Amanda, planlægger at stikke af fra familieferien. På vej til hotellet kører han tre høns over, som en lokal mand ved navn Morten ejer. De kommer op at skændes, da han vil have erstatning for dyrene. 18-årige Fie kommer for at være køkkenpige, men bliver straks forfremmet af hotelværten, Hr. Andersen, der ikke mener, at hendes kønne ansigt skal gemmes væk i køkkenet. Det vækker harme hos en af de andre stuepiger, Otilia, der mener at hun har forbigået køkkenpigen Martha. Hun beslutter derfor at modarbejde Fie, og nægter at hjælpe med at oplære hende. Hotellets faste gæster ankommer efterhånden til stor gensynsglæde. Hr. Aurland har medbragt en mystisk tung kasse, som han vogter nidkært. Den viser sig at indeholde en radio. |             |                             |                         |                              |                      |                 |                  |
| 2 | 2           | "Herrebesøg"                | Hans Fabian Wullenweber | Hanna Lundblad Stig Thorsboe | 6. januar 2014       | 102             | 1,614            |
| Over telefonen har Amanda væddet med en veninde i Hornbæk om hvem, der først debuterer seksuelt. Hun har bildt veninden ind, at der er masser af fyre at vælge imellem på hotellet, men reelt er det svært at finde en egnet kandidat. Grosserer Madsen, hendes far er mere optaget af at få hende godt gift og ser lyset, da en grevefamilie flytter ind på hotellet. En af stuepigerne har haft natligt besøg af en ung mand. Det er strengt forbudt, og hotelværten Julius Andersen er fast besluttet på at finde ud af, hvem af pigerne det er. Hans moral er dog noget anløben, da han benytter muligheden til at kigge gennem nøglehullet, når Amanda bader. Edward Weyse, der har fået et godt øje til fru Aurland, får et brev om et stævnemøde fra "A". I den tro at det er fru Aurland møder han forventningsfuld op i sommernatten, men det viser sig at være Amanda, der forsøger vinde sit væddemål. |             |                             |                         |                              |                      |                 |                  |
| 3 | 3           | "Fatale følger"             | Hans Fabian Wullenweber | Hanna Lundblad Stig Thorsboe | 13. januar 2014      | 103             | 1,511            |
| Fie har drømt, at hendes far blev syg og faldt om, og hun vil derfor forlade hotellet og rejse hjem. Hun bliver dog hele tiden forhindret i at få det sagt til fru Andersen, og heller ikke den unge mand Morten, som er blevet interesseret i hende. Amanda er fast besluttet på at vinde væddemålet, og forsøger ihærdigt at komme til fest på et af de store hoteller i Skagen. Her kommer hendes fars interesse for den unge grev Ditmar hende uventet til hjælp. Amandas lillesøster, Vera, har forsøgt at forklare, at hr. Andersen kigger ind af nøglehullet, når hun bader, men Amanda tror hende ikke. Vera øjner muligheden da en stikkontakt ved døren er i orden, og næste gang han kigger ind får han stød og falder om. Han bliver kørt på hospitalet. |             |                             |                         |                              |                      |                 |                  |
| 4 | 4           | "Stormen raser"             | Hans Fabian Wullenweber | Hanna Lundblad Stig Thorsboe | 27. januar 2014      | 104             | 1,459            |
| En voldsom storm hærger området, og gæsterne må blive inden døre, og gæsterne begynder så småt at gå hinanden på nerverne. Over telefonen rager Weyse uklar med teatret om rollebesætningen til næste år, da han ikke skal spille hovedrollen, som han ellers forventer. Amanda bliver overtalt til at tage en tur til Skagen med grev Ditmar. Hr. Andersen er på sygehuset efter elektricitetsulykken, og fru Andersen må derfor klare driften af hotellet alene. Det er en stor udfordring for hende, da hun ikke har haft med økonomien at gøre før. Samtidig ser det ud til, at der ikke er penge til at betale for udgifterne, og købmand Damgaard kører med sine varer igen, fordi ha ikke kan få betaling. |             |                             |                         |                              |                      |                 |                  |
| 5 | 5           | "Eventyr i sommernatten"    | Hans Fabian Wullenweber | Hanna Lundblad Stig Thorsboe | 3. februar 2014      | 105             | 1,499            |
| Hr. Andersen skal begraves, men det er ikke alle gæsterne, der synes, det er foreneligt med at holde ferie. For Molly er det en stor mundfuld pludselig at stå med hele ansvaret for hotellet. Kan hun styre både gæster og piger, og kan hun få lov at overtage næringsretten efter sin mand? Fie hjælper, hvor hun kan, men Morten gør det ikke lettere for hende, da han endnu en gang provokerer grosserer Madsen. Alligevel bliver det en ganske særlig aften på Andersens Badehotel, hvor sommernatten viser sig at lokke gæsterne på uvante eventyr. Og ikke mindst den kejtede ungkarl Adam får en uventet oplevelse. |             |                             |                         |                              |                      |                 |                  |
| 6 | 6           | "Slutningen på sæsonen"     | Hans Fabian Wullenweber | Hanna Lundblad Stig Thorsboe | 10. februar 2014     | 106             | 1,488            |
| Sommeren er ved at være forbi på badehotellet, og gæsterne forbereder sig på afskeden med det søde ferieliv. Fie får tilbud om at blive vinteren over, men er i tvivl på grund af forholdet til Morten. Fru Fjeldsø gør et sidste desperat forsøg på at finde et passende parti til sin søn Adam, ved at tilbyde stuepigen Edith at komme med dem til København for en pæn løn. Edith har dog glædet sig meget til at komme hjem til sin familie og se sine søskende, og de øvrige stuepiger får til sidst overtalt hende til at afslå tilbuddet til fru Fjeldsøs store frustration. Weyse opgiver sin desperate jagt på fru Aurland. Grosserer Madsen gennemskuer, at grev Ditmar aldrig har haft nogen penge, men satser stadig på ham som svigersøn for titlen greve. Ditmars plageånd pludselig dukker op på hotellet og truer med at afsløre den unge greves fortid i det homoseksuelle miljø. De aftaler at mødes i en plantage et stykke fra hotellet, og Ditmar har medbragt et gevær og forsøger at true sig til at få lukket munden på manden. Da Ditmar skubber ham, falder han og slår hovedet mod en sten, hvorved han dør. Ditmar tømmer hans pung og forlader stedet. |             |                             |                         |                              |                      |                 |                  |

### Sæson 2 (2015)
| Nr. i serie | Nr. i sæson | Titel              | Instruktør              | Manuskript af                | Oprindelig sendedato | Produktions kode | Seertal (i mio.) |
| --- | ----------- | ------------------ | ----------------------- | ---------------------------- | -------------------- | ---------------- | ---------------- |
| 7 | 1           | "Amandas valg"     | Hans Fabian Wullenweber | Hanna Lundblad Stig Thorsboe | 12. januar 2015      | 201              | 1,339            |
| 8 | 2           | "Den store fest"   | Hans Fabian Wullenweber | Hanna Lundblad Stig Thorsboe | 19. januar 2015      | 202              | 1,373            |
| 9 | 3           | "Sønnen i Amerika" | Hans Fabian Wullenweber | Hanna Lundblad Stig Thorsboe | 2. februar 2015      | 203              | 1,285            |
| 10 | 4           | "Kærlighed"        | Hans Fabian Wullenweber | Hanna Lundblad Stig Thorsboe | 9. februar 2015      | 204              | 1,397            |
| 11 | 5           | "Salgsaftalen"     | Hans Fabian Wullenweber | Hanna Lundblad Stig Thorsboe | 16. februar 2015     | 205              | 1,310            |
| 12 | 6           | "Sandhedens time"  | Hans Fabian Wullenweber | Hanna Lundblad Stig Thorsboe | 23. februar 2015     | 206              | 1,385            |
| Weyse forsøger at overtale fru Aurland til at fortælle sin mand sandheden om hendes graviditet. Da hun endelig tager mod til sig, tilstår hr. Aurland at det har været en fantastisk sommer, og at han føler de er kommet tættere på hinanden end han havde håbet. Hun fortæller ham at de skal have barn, men at han er faderen og ikke hr. Weyse. Amanda bliver opdaget med Max på stranden af hendes mor. Amanda og hendes mor taler sammen. Grosserer Madsen køber aktier i Amerika og de stiger imponerende, så han tjener styrtende med penge. Hr. Fjeldsø besøger hotellet med sin nye hustru, og grosserer Madsen forsøger ihærdigt at købe det jordstykke, i den tro at de har købt for næsen af ham, da de begge er store naturelskere. Han tilbyder et svimlende beløb, men det viser sig, at det er Morten, der har købt jorden for at umuliggøre. Politiet kommer og spørger efter en svensk spritsmugler. Samtidig støder Fie på en svensker ved navn Gustafson hos Morten, men da han virker tilforladelig mener hun bestemt ikke, at det kan være ham, som politiet er efter. Hr. Frigh har købt en båd og skal på en rejse ude kone og børn. Svenskere får talt sig med ombord inden afgang, men efterfølgende finder resten af hotellet ud af, at han var spritsmugler. Fie konkluderer, at Morten også må være involveret. |             |                    |                         |                              |                      |                  |                  |
| 13 | 7           | "Stormen"          | Hans Fabian Wullenweber | Hanna Lundblad Stig Thorsboe | 2. marts 2015        | 207              | 1,425            |
| Sæsonen er slut, men alle gæsterne vender tilbage til hotellet uden for sæsonen. Grosserer Madsen har arrangeret en weekend med jagt og fejring af at Amanda og grev Ditmar er blevet gift. Ingen af herrerne får skudt noget, men fru Fjeldsø, der har insisteret på at komme med på jagt. Om aftenen raser en vældig storm. En sømand kommer for at hente Morten, fordi et engelsk skib er gået på grund. Besætningen bliver reddet i land, men Morten forsvinder. Hans mange kontanter, som har været gemt af vejen i en lille sydebygning på hotellet, er væk, så Fie og fru. Andersen konkluderer at han stadig er i live Grosserer Madsen finder ud af at hans amerikanske aktier er styrtdykket. Han har oven i købet lånt penge til at købe endnu flere aktier, og er gået konkurs. |             |                    |                         |                              |                      |                  |                  |

### Sæson 3 (2015)
| Nr. i serie | Nr. i sæson | Titel                 | Instruktør              | Manuskript af                | Oprindelig sendedato | Produktions kode | Seertal (i mio.) |
| --- | ----------- | --------------------- | ----------------------- | ---------------------------- | -------------------- | ---------------- | ---------------- |
| 14 | 1           | "Amandas gæster"      | Hans Fabian Wullenweber | Hanna Lundblad Stig Thorsboe | 28. december 2015    | 301              | 1,354            |
| Grosserer Madsen er gået konkurs som følge af sit amerikanske aktieeventyr. Familien bliver nu forsørget af Ditmar, som Madsen gav en masse ejendomme til brylluppet. Det går Madsen meget på, og han har store planer om et firma kaldet Byggevirke A/S, som kan stå i hans kones navn, da han ikke må eje noget. Hr. Weyse har taget en ung elev ved navn fra skuespillerskolen med. |             |                       |                         |                              |                      |                  |                  |
| 15 | 2           | "Vagabonden"          | Hans Fabian Wullenweber | Hanna Lundblad Stig Thorsboe | 4. januar 2016       | 302              | 1,621            |
| En vagabond dukker op ved hotellet. Han får både bad og indtil flere måltider, og møder Edith, som han finder interessant. Han præsenterer sig som Valter og lover at besøge hende efter sæsonen og synge nogle sange for hende. |             |                       |                         |                              |                      |                  |                  |
| 16 | 3           | "Fru Madsens Smykker" | Hans Fabian Wullenweber | Hanna Lundblad Stig Thorsboe | 11. januar 2016      | 303              | 1,546            |
| Grosserer Madsen har pantsat Thereses smykker, og hun bliver stiktosset. Hun tvinger ham til at sige ja til et tilbud hvor en eller flere anonyme personer vil investere i hans byggeprojekt, ved at yde ham et lån. |             |                       |                         |                              |                      |                  |                  |
| 17 | 4           | "Strandvaskeren"      | Hans Fabian Wullenweber | Hanna Lundblad Stig Thorsboe | 25. januar 2016      | 304              | 1,519            |
| En sen aftentime finder pigerne fra hotellet en nøgen mand, der ligger i strandkanten. De tager ham til hotellet og giver ham mad og tøj. Han forklarer, at han blev kastet overbord fra en stor lystyacht ved Skagen, hvor han spillede trompet i et orkester, fordi han lå med ejerens datter. Max Berggren bliver mere og mere utålmodig over at Amanda ikke kan bryde ordentligt med Ditmar og komme til ham i hans lille sommerhus. Han opsøger hende på hotellet, hvor de bliver opdaget på hendes værelse af hendes mor. Max udbasunerer, at Ditmar er homoseksuel, og at ægteskabet ikke giver mening. |             |                       |                         |                              |                      |                  |                  |
| 18 | 5           | "Stauning"            | Hans Fabian Wullenweber | Hanna Lundblad Stig Thorsboe | 1. februar 2016      | 305              | 1,454            |
| Grosserer Madsen har skrevet til Max for at få ham som arkitekt på byggeprojektet. Han og Dupont opsøger Madsen på hotellet, men da han vil ændre på Max’ tegninger til et almennyttigt boligbyggeri, fordi de både har altan, toilet og en stor lys gård, nægter Max at medvirke til projektet. Samtidig har han skrevet et brev til Thorvald Stauning på Jeckels Hotel i Gammel Skagen. Da Stauning pludseligt dukker op på hotellet med Augusta Erichsen (der ikke er hans kone!) opsøger Madsen ham i den tro, at han har læst brevet. Fies far har svært ved at falde til i sit nye hus. Fru Andersen overtaler ham til at have grise for hotellet, og han tager hende med ud for at købe dem. Amanda fortæller sine forældre, at hende og Ditmar skal skilles, men at han vil overføre ejerskabet af deres hus og bil til Therese og vil fortsætte de månedlige betalinger i 1 år. |             |                       |                         |                              |                      |                  |                  |
| 19 | 6           | "Kortene på bordet"   | Hans Fabian Wullenweber | Hanna Lundblad Stig Thorsboe | 8. februar 2016      | 306              | 1,589            |
| 20 | 7           | "Fodspor i havet"     | Hans Fabian Wullenweber | Hanna Lundblad Stig Thorsboe | 15. februar 2016     | 307              | 1,623            |
| Amanda har bragt sin nye arbejdsgiver filminstruktøren Gerhardt Flügelhorn til hotellet for at optage en film, hvor hr. Weyse spiller hovedrollen. Amanda har fortalt sin mor, at de kommer. Hun har fortalt det videre til Alice Frigh, der har sagt det til alle de andre stamgæster, som også er dukket op. De bliver ved med at dukke op midt under optagelserne til Flügelhorns store frustration. Kitty Hansen er blevet gift med Flügelhorn, men ender med at løbe afsted med filmens anden skuespiller Robert Fischer. |             |                       |                         |                              |                      |                  |                  |

### Sæson 4 (2017)
| Nr. i serie | Nr. i sæson | Titel                 | Instruktør              | Manuskript af                | Oprindelig sendedato | Produktions kode | Seertal (i mio.) |
| --- | ----------- | --------------------- | ----------------------- | ---------------------------- | -------------------- | ---------------- | ---------------- |
| 21 | 1           | "Midsommernatten"     | Hans Fabian Wullenweber | Hanna Lundblad Stig Thorsboe | 23. januar 2017      | 401              | 1,495            |
| Alle er tilbage til hotellet. Fru Andersen har dog trukket sig tilbage og flyttet ind hos Fies far. Hun har tilmed overladt værtsrollen til Fie, hvilket de fleste er glade for det, men fru Fjeldsø er synligt utilfreds. Edith er helt overbevist om, at Fie er blevet kærester med trompetisten Jesper, da hun besøgte ham i København i efteråret. Efter en samtale med Lydia beslutter hun sig for at forsøge at hjælpe kærligheden på vej ved at lægge blomster under hendes hovedpude ved midsommer. Hr. Weyse har fortalt medierne, at han er på ferie ved Gardasøen, så alle er overraskede over at han er på hotellet, men det var blot for at få fred. Til hans store fortrydelse dukker hans ekskone Fanny pludseligt op, fordi hun troede, at Weyse var i Italien, og hvad endnu værre er, at hun er blevet gift med Sophus Poulsen som også er med, som fik ham afskediget fra Det Kongelige Teater året inden med sit anonyme brev. Sophus og Fanny underholder ved klaveret og synger efter maden og hr. Weyse bliver dårlig. Fru Aurland fortæller Weyse, at hun gerne vil have et barn mere med ham, så Severin kan få en søskende. Morten, der har lånt en stor sum penge til grosserer Madsen, nægter at godkende regnskaberne for hans firma, fordi han lurer at der bliver trukket alt for mange penge ud til Madsen selv. Da Therese, som står som direktør for firmaet, giver Morten ret, bliver Madsen rasende. Amanda kommer med et forslag til Philips reklame for en kaffe, og hans chef bliver vild med idéen. |             |                       |                         |                              |                      |                  |                  |
| 22 | 2           | "Weyses forbandelse"  | Hans Fabian Wullenweber | Hanna Lundblad Stig Thorsboe | 2017                 | 402              | 1,421            |
| Fies lillesøster, Ane, er blevet smidt ud af sin plads i huset hos præsten hjemme i Kærby, fordi hun har forsøgt at kravle ud af vinduet for at komme til bal. Præstens kone kommer og leverer hende til hendes far, Peter, hvor hun opdager, at han bor sammen med Molly uden at de er gift. Senere dukker præsten selv op, og anklager dem for at leve syndigt. Peter bliver sur og smider ham ud, men siger, at han faktisk havde tænkt sig at fri til hende. Fie får arrangeret, at Ane kan være stuepige på hotellet, men hun har tankerne mange andre steder, og laver mange dumme fejl. Sophus Poulsen og hans hustru har besluttet at blive hele sommeren til Weyses store fortrydelse. Han har fået tilbudt hovedrollen i Richard den Tredje på Det Kongelige Teater, men han har endnu ikke besluttet sig. Da fru Aurland fortæller, at der er kommet en journalist er kommet til hotellet, og han tror straks, at det er ham, han er kommet for at tale med, og beslutter at give sit svar til journalisten. Da han går ned for at tale med ham, finder han dog ud af, at det er Sophus han er kommet for at tale med. Tilmed finder han ud af, at Sophus skal have rollen på teatret. I desperation kører han en tur og forbander Poulsen langt væk. Da han kommer tilbage har han fået en kraftig allergisk reaktion, fordi Ane har givet ham de forkerte småkager, som indeholder nødder. Han og konen er derfor rejst til Weyses åbenlyse glæde. Grosserer Madsen forsøger desperat at få lov at genkøbe de ejendomme som han gav grev Ditmar i bryllupsgave. Han forsøger at låne pengene fra Morten, men han afslår, da han lurer, at der er en forretning som Madsen forsøger at holde ham ude af. Ditmars mor, Grevinde Anne-Grethe, kommer til hotellet efter at have været i Tyskland. Hun har medbragt Ditmars tyske kusine Mitzi. Fru Frigh har forsøgt at få fat i sin mand, men da det endelig lykkes at få fat i hans arbejde, finder hun ud af, at ingen har set ham. |             |                       |                         |                              |                      |                  |                  |
| 23 | 3           | "Et galehus"          | Hans Fabian Wullenweber | Hanna Lundblad Stig Thorsboe | 6. februar 2017      | 403              | 1,460            |
| Sophus Poulsens allergiske reaktion har sat sig på stemmebåndet, så Weyse har fået rollen. Aurland forsøger fortsat at forføre ham. Jesper må efter flere ihærdige forsøg opgive at få Fie til at komme til hans koncerter på Hotel Udsigten. Han møder Ane, og overtaler hende til at tage derover i stedet. Efter koncerten går de en tur sammen, og han forfører hende. Grådkvalt erkender hun det til Fie, da hun kommer tilbage på hotellet. Dagen efter opsøger Fie ham og fortæller ham at han skal holde sig fra Andersens Hotel og både hende og hendes søster vil ikke se ham mere. Ditmar opsøger Madsen og takker for, at han har fortalt om boligerne til Morten, der nu har købt dem. Madsen bliver rasende og tager til Aalborg, hvor det ender med, at de må slå pjalterne sammen. Philip arrangerer et møde med hans chef reklamedirektør Holger Scharff. Han inviterer hende med til Skagen, hvor han vil forsøge at købe et af Michal Anchers billeder. Der kommer brev til hr. Frigh på hotellet fra fabrikken. Hun fortæller fru Madsen, at han ikke engang har været hjemme og aflevere sin bagage, selvom det er en uge siden, at han tog fra hotellet. Hun åbner brevet og konstaterer, at han er i live, men at han undersøger om fabrikken kan sælges til fru Frighs forfærdelse. Hr. Aurland har skrevet til statsradiofonien og brokket sig over den nye vært, der giver et for ensidet billede af forholdene i Tyskland. Han bliver inviteret til København for at medvirke i et program. Mitzi fortæller, at hun har mødt Hitler i Berghof, som hun fandt ekstremt charmerende, og hun har også meldt sig ind i partiet. Aurland bliver oprevet og Ditmar bliver bestemt heller ikke glad. |             |                       |                         |                              |                      |                  |                  |
| 24 | 4           | "Feriebarnet"         | Hans Fabian Wullenweber | Hanna Lundblad Stig Thorsboe | 13. februar 2017     | 404              | 1,473            |
| Fru Frigh og Bertha er kommet med toget, hvor de har set et feriebarn. Det viser sig at drengen må arbejde på det sted, hvor han er Arne Kokholm opdager det og tager ham med hjem til sig. Bertha vil gerne lege med drengen og ender med at få lov til at tage over og se ham. Fru Frigh finder Kokholm interessant, og hun finder senere ud af, at Kokholm har økonomiske problemer. |             |                       |                         |                              |                      |                  |                  |
| 25 | 5           | "Ikke lutter lagkage" | Hans Fabian Wullenweber | Hanna Lundblad Stig Thorsboe | 20. februar 2017     | 405              | 1,405            |
| 26 | 6           | "Skybrud"             | Hans Fabian Wullenweber | Hanna Lundblad Stig Thorsboe | 27. februar 2017     | 406              | 1,436            |
| Molly kautionerer for Arne Kokholms 1100 kr., som han ikke kan betale før høsten er i hus. Fru Frigh meddeler sin mand, at hun vil skilles. |             |                       |                         |                              |                      |                  |                  |
| 27 | 7           | "Til salg"            | Hans Fabian Wullenweber | Hanna Lundblad Stig Thorsboe | 6. marts 2017        | 407              | 1,517            |
| Grosserer Madsen har arrangeret at han, Therese, Max og Amanda skal gå til Råbjerg Mile og spise picnic. Netop som han tager picnickurven får han hold i ryggen. Han sender de andre afsted, og lister straks afsted til Skagen til et møde. Et voldsomt skybrud rammer Nordjylland, og Morten når kun lige frem, inden vejene lukker. Han skal til møde med Madsen, men han kan ikke komme retur til hotellet fordi vejene er oversvømmet. Therese kommer fuldstændigt gennemblødt tilbage til hotellet med Amanda og Max og bliver stiktosset, da hun finder ud af, at hendes mand har snydt hende for at få hende væk, når han skal holde møde med Morten. Arne Kokholms høst går til pga. vejret. Gården går på tvangsauktion, og bliver solgt for et meget lille beløb, og det viser sig, at Molly ikke blot hæfter for de 1100 kr., men hele Kokholms udestående med banken, hvilket beløber sig til over 47.000 kr. Hun bliver der før nødt til at sætte hotellet til salg. Thygesen kommer valsene ind på hotellet for at se nærmere på det, og meddele, at han skal se regnskaber for de sidste 3 år senest dagen efter. Da Madsen hører, at hotellet er til salg ringer han til banken for at ville betale restancen, men finder ud af, at det allerede er solgt. Det viser sig, at det er Morten, som har købt det, men skrevet Fies navn på som ejer. |             |                       |                         |                              |                      |                  |                  |

### Sæson 5 (2018)
| Nr. i serie | Nr. i sæson | Titel                   | Instruktør              | Manuskript af                | Oprindelig sendedato | Produktions kode | Seertal (i mio.) |
| --- | ----------- | ----------------------- | ----------------------- | ---------------------------- | -------------------- | ---------------- | ---------------- |
| 28 | 1           | "De nye gæster"         | Hans Fabian Wullenweber | Hanna Lundblad Stig Thorsboe | 12. februar 2018     | 501              | 1,582            |
| Der kommer nye gæster på hotellet; vekselerer August Molin og hans svenske hustru Alma. De kommer fra Klitgaarden, hvor de har besøgt kong Christian 10.. De har dyre vaner. August henvender sig til grosserer Madsen med et tilbud om noget jysk grantræ til byggeprojekter, der skulle være fuldt ud lige så godt, men meget billigere end det svenske, som han normalt benytter. Det viser sig at Molin forsøger at sælge dårligt træ fra hofjægermester Vammig, fordi han har mistet alle sine penge på Burmeister & Wain, der er gået i betalingsstandsning. Ved hotellets bagdør kommer der folk, som søger arbejde. Pigerne hjælper dem med en madpakke og en 10-øre. Fru Aurland har født endnu en søn, Leander. De har frk. Malling med til at se efter ham. Hr. Aurland er oprørt, fordi han har fået adskillige breve fra utilfredse lyttere af hans radioprogram. Amanda og Philips reklamefirma går dårligt. Hun kommer på den ide, at de skal lave reklamefilm. Doktor Ploug har skrevet adskillige breve til fru Fjeldsø, fordi han vil giftes. Hun har brændt ham af på en tur til Schweiz. Hr. Frigh dukker op på hotellet og forsøger at vinde Alice tilbage, men hun afviser ham fuldstændigt. |             |                         |                         |                              |                      |                  |                  |
| 29 | 2           | "Anes hemmelighed"      | Hans Fabian Wullenweber | Hanna Lundblad Stig Thorsboe | 19. februar 2018     | 502              | 1,438            |
| Madsen vil se en træprøve på det jyske træ inden han bestiller det, men den er endnu ikke kommet. Molin forsøger at fremskaffe den inden mandag, hvor det svenske træ skal afbestilles, for der er end ikke penge til at betale regningen på hotellet. Valter dukker op ved hotellet, og Edith og Otilia tror han er der for at få arbejde, som så mange andre. Han kommer dog fra smeden og skal reparere vandvarmeren. Edith er først sur og afvisende fordi han ikke kom og besøgte hende, men Valter fortæller, at han ville vente til han havde fået et arbejde. Hr. Frigh forsøger stadig at vinde Alice tilbage, og han leger med børnene og arrangerer en kroketturnering på hotellet. Alice gider ikke være med, og børnene bliver skuffede. Amanda og Philip får henvendelse fra Hillerød Is, fordi de kan tilbyde at Weyse medvirker. Max er frustreret over, at Amanda ikke kan tilbringe tid med ham. Weyse er heller ikke helt vild med ideen, da det er en komedie. Ditmar ankommer med sin hustru, kusinen Mitzi, og sin mor. Ditmar er synligt utilpas ved at skulle dele værelse med Mitzi. Fie får besked om at Ane er på vej hjem, via hendes arbejdsgiver i hatteforretningen, frk. Duelund, og hun fortæller også, at hun må savne sin familie, da hun jo besøger dem hver anden søndag. Hun besøger i virkeligheden sin datter, som hun ellers havde bortadopteret mod at få 20.000 kr. |             |                         |                         |                              |                      |                  |                  |
| 30 | 3           | "Alle mine længsler"    | Hans Fabian Wullenweber | Hanna Lundblad Stig Thorsboe | 26. februar 2018     | 503              | 1,471            |
| Martha er oprørt over, at der ikke er flere 10-ører at give til de mennesker som kommer og spørger efter arbejde. Valter dukker op med regningen fra smeden og inviterer Edith til at mødes. Hun er først afvisende, men bløder op og aftaler at mødes med ham kl 21. Valter kommer helt op på Ediths værelse, mens hun er i gang med gøre sig klar til at mødes med hende. Her præsenterer de sig ordenligt for hinanden og han synger en sang for hende. Marthas mor er syg og Fie får arrangeret at hendes far kører hende hjem, så hun kan se til sin mor. Peter Andreas fortæller at hendes mor har det rigtigt dårligt, og at hendes far havde begået selvmord. Hr. Aurland finder ud af, at Otilia er interesseret i litteratur, og hun læser mange danske værker. Han låner hende en bog af J.P. Jacobsen. Otilia indrømmer at hun har været på folkehøjskole og egentlig gerne ville være skolelærer, men at hun ikke har penge til det. Aurland tilråder hende at forfølge sin drøm og kontakter Th. Langs Seminarium i Silkeborg. Madsen får fat i hofjægermester Vammig og finder ud af, at han er gammel og senil. Molin forklarer sig med, at Vammig er hans personlige ven, og han derfor prøver at hjælpe ham med at sælge træet. Madsen aflyser det svenske træ, og han tager med Molin for at se lageret. Madsen køber lageret og Molin løsner helt op overfor sin hustru, der dog insisterer på at den andel af beløbet, som Molin har lånt af Vammig skal betales tilbage hurtigst muligt. Amanda og Philip skal filme deres reklamefilm, og Weyse får overtalt fru Molin til at spille med, men da hr. Molin finder ud af det, sætter han sig imod, og hun aflyser. Fru Aurland tager rollen, og Weyse glemmer helt sin replik, da han skal se efter hende. Weyse er synligt irriteret, og da fru Aurland efter optagelserne spørger, hvad der er galt, så fortæller han, at det er fordi han ikke kan få hende ud af hovedet. Morten opsøger Ane i Aarhus, fordi Fie har fortalt, at der er noget galt med Ane. Tilbage på hotellet fortæller Morten, at Ane besøger damen, som hun boede hos, mens hu ventede sig. Fru Fjeldsø finder ud af, at dr. Ploug har tilmeldt dem til bridgeturneringen i Skagen, som de vandt året før. Men da hun senere får et kort fra Ploug med et billede af ham sammen med hans nye bridgemakker, som han har mødt på sanatoriet i Schweiz, bliver hun sur. |             |                         |                         |                              |                      |                  |                  |
| 31 | 4           | "Hugormen"              | Hans Fabian Wullenweber | Hanna Lundblad Stig Thorsboe | 5. marts 2018        | 504              | 1,457            |
| Alma er interesseret i at vende tilbage til teatret, men Molin er imod. Weyse ringer til en kontakt i Stockholm for at se om han kan skaffe en rolle til Alma, og han skal ringe tilbage for at tale med Alma. Det bliver dog Molin, der tager telefonen, og han meddeler, at det beror på en misforståelse. Alma mener fortsat, at de skal sørge for at få betalt andelen fra salget af træ tilbage til Vammig hurtigst muligt, men Molin vil bruge pengene og kan se en stor forretning i hr. Frighs salg af tobaksfabrikken. Alma finder ud af, at Molin har ødelagt hendes chancer, og da Uffe Emil Vammig dukker op efter hofjægermesterens død, får Alma fortalt at træet et solgt med en pæn fortjeneste, så han kan få pengene. Severin bliver stukket af et ukendt dyr, og alle slår det hen som værende en hveps eller hestebremse. Weyse ser dog to stik, og mener det er en hugorm. Han insisterer på, at køre Severin Ana besøger fortsat sin datter, og men hendes chef frk. Duelund, som er i familie med Jesper, finder ud af det. Snart efter bliver barnet fjernet, og Ane er utrøstelig. Morten tilbyder grosserer Madsen, at blive købt ud af deres byggefirma, mod at han får det fulde ejerskab af cementfabrikken. Madsen mener, at der går hans næse noget forbi, siden at han vil tage til takke med fabrikken, da den er meget mindre værd. |             |                         |                         |                              |                      |                  |                  |
| 32 | 5           | "Besøg sydfra"          | Hans Fabian Wullenweber | Hanna Lundblad Stig Thorsboe | 12. marts 2018       | 505              | 1,396            |
| Edith taler om forlovelse med Valter. Otilia øver sig til prøven på Langs skole. Valter besøger Edith om natten. Weyse vil hjælpe Alma til at komme til Stockholm, da hendes mand ikke vil, og hun kysser ham. Han fortæller det forvirret til Helene. Hun siger først, at det da er en god ide, at han finder sammen med hende, men senere erklærer han sin kærlighed til Helene, der besøger ham på værelset samme nat. Helene fortæller det til Hjalmar næste morgen, og han bliver ked af det. Grosserer Madsen sender Max til cementfabrikken for at finde ud af, hvad der ligger under, at Morten vil tage til takke med den. Fie forsøger, at finde ud af hvor Anes barn er, og hun får kontakt med Jesper, der er i Skagen med sin forlovede. Ane vil gerne give pengene retur mod at få sit barn tilbage. Peter Andreas opsøger ham Mitzis fætter kommer med sine kammerater fra Tyskland, der alle er i hitlerjugend. Mitzi overhører Ditmar tale med sin mor om, at han stadig er vild med Philip. Hun fortæller det fortvivlet til sin fætter. Næste morgen finder bliver Philip fundet af Amanda, efter han har været udsat for et overfald. Hun ringer fra hospitalet i Skagen til Max og fortæller, hvad der er sket. Max fortæller det til Ditmar, der straks vil tage derop, men hans mor forbyder ham det. Lydia har sendt et brev til dr. Ploug, og han skriver tilbage til hende, og spørger at kalde hende Olga, i den tro at fru Fjeldsø gerne vil have ham. Hun nægter at tage til bridgeturneringen i Skagen. Philip har desværre ikke set, hvem der har overfaldet ham, men han slipper ikke for mén. Han hørte dog flere stemmer uden for hytten. |             |                         |                         |                              |                      |                  |                  |
| 33 | 6           | "En kærlighedshistorie" | Hans Fabian Wullenweber | Hanna Lundblad Stig Thorsboe | 19. marts 2018       | 506              | 1,376            |
| Det er januar under forhandlingerne til Kanslergadeforliget. Madsen og hr. Frigh finder ud af, at Weyse er blevet gift med Helene. De beslutter at overraske brudeparret på Andersens Badehotel, og forsøger at snyde ham ved at booke ham til at læse H.C. Andersen, som han turnerer med. Alle gæsterne kommer tilbage, selv Hjalmar. Madsen og Frigh har væddet om, hvor Helene og Weyses affære er foregået. Under middagen proklamerer Lydia, at hun er blevet forlovet med dr. Ploug, efter at de har set meget til hinanden i løbet af vinteren, når nu fru Fjeldsø ikke ville sige ja til ham. Hjalmar afslører under en tale, at Weyse er far til både Severin og Leander. Edith er gravid, og skal giftes med Valter. Otilia går på seminariet, og hun lærer også at spille klaver. Mitzi er gravid. Hun fortæller Ditmar, at hun har fortalt sin fætter om Philip, og han regner ud, at det er ham og hans venner, der har overfaldet Philip. Han fortæller det til Philip, det afviser ham. Næste morgen fortæller Ditmar ham, at han vil forlade sin kone og sin plads i landstinget. Jesper er ikke længere forlovet, og han har hentet Anes datter, men vil stadig ikke være hendes far. Ane har solgt en hat til en butik i Skagen, og de vil gerne have flere. Hr. Frigh har solgt fabrikken, og Alice åbner sig for ham til trods for, at deres skilsmisse næsten er gået igennem. Om aftenen, efter middagen, deler de atter seng. Næste morgen finder Alice ham død af et hjerteslag. Molin er blevet udnævnt som kammerherre. Han kontakter straks fru Frigh og forsøger at få sit salær hurtigst muligt, når nu fabrikken er solgt. Han er sikker på, at kontrakten er underskrevet, så hun ikke kan snyde ham. Fru Frigh finderkontrakten blandt sin mands ejendele og brænder den. Morten har solgt cementfabrikken til Aalborg Portland, for at koncentrere sig om rederiet, og han har fået kontrakt på at sejle cement for Portland, også bag toldmuren i England. Madsen mener straks, at han hele tiden har haft det som plan, fordi det er en kæmpe forretning. Therese giver ham besked om, at han ikke er blevet snydt, men at Morten bare er klogere end ham. |             |                         |                         |                              |                      |                  |                  |

### Sæson 6 (2019)
| Nr. i serie | Nr. i sæson | Titel                 | Instruktør              | Manuskript af                | Oprindelig sendedato | Produktions kode | Seertal (i mio.) |
| --- | ----------- | --------------------- | ----------------------- | ---------------------------- | -------------------- | ---------------- | ---------------- |
| 34 | 1           | "Velkommen hjem"      | Hans Fabian Wullenweber | Hanna Lundblad Stig Thorsboe | 28. januar 2019      | 601              | 1,589            |
| Fie har født i England, og Edith har derfor fået rollen som værtinde for sommeren. Til gengæld er der kommet en ny stuepige ved navn Nana, som tidligere har været på Svinkløv Badehotel. De fleste gæster kommer tilbage, bortset fra fru Aurland, hvis mor er syg. Hun taler dog i telefon med Weyse med jævne mellemrum. Weyse er rendt af scenen under Erasmus Montanus, fordi klappen gik ned, og det har ramt ham dybt. Fru Molin skal spille på Det Kongelige Teater, men da Weyse meddeler at han ikke kan deltage. Hun kontakter teatret og fortæller at han har fået sceneskræk, og der bliver arrangeret en psykolog. Fru Molin kommer med sin assistent, der viser sig at være Otilia, som skal lære hende bedre dansk. Hun savner dog sine tidligere kolleger. Lydias mand, dr. Ploug, er død, men de fik fem gode år sammen. Fru Fjeldsøs svigerdatters bror, der er jøde, er blevet afvist ved den danske grænse, og sendt tilbage til Østrig. Amanda forsøger ihærdigt at arbejde, fordi hun får en stor opgave fra turistchefen Tage Skovgaard. Hun må dele værelse med sin søster Vera, der er startet med at læse engelsk på universitet. Vera læser meget, og hun låner en bog til Lydia skrevet af Arve Myhre, der endnu ikke er udgivet, men som forlaget har bedt hendes mening om. Lydia finder den fantastisk og låner den til fru Fjeldsø. |             |                       |                         |                              |                      |                  |                  |
| 35 | 2           | "En lykkelig barndom" | Hans Fabian Wullenweber | Hanna Lundblad Stig Thorsboe | 4. februar 2019      | 602              | 1,389            |
| Ditmar og Philip flytter ind på hotellet. De fortæller Amanda, at Max venter barn med en kvinde fra tegnestuen. Fru Fjeldsø fortæller, at hendes datters bror, Robert Hertz, er blevet sendt Neuengamme koncentrationslejr efter han blev afvist ved den danske grænse. Hun tror også, at det er Vera, der har skrevet bogen under et pseudonym, da Arve er et synonym for Vera. Grosserer Madsen overfuser hr. Aurland, mens han sidder og spiller skak med Otilia, fordi han er fuld. |             |                       |                         |                              |                      |                  |                  |
| 36 | 3           | "Den Fremmede"        | Hans Fabian Wullenweber | Hanna Lundblad Stig Thorsboe | 11. februar 2019     | 603              | 1,383            |
| Vera bliver fanget af en byge på stranden og søger ly i bådehus, hvor hun møder Robert, der er flygtet fra koncentrationslejren. Hun hjælper ham til hotellet, fordi han søger hjælp fra fru Fjeldsø, men hun er meget afvisende. Vera sørger for ham, og hr. Aurland lader ham sove på sit værelse. Vera kontakter Molly for at høre, om han kan bo hos dem, indtil han kan komme til Sverige. Grosserer Madsen har møde med en hr. Fischer fra Tyskland, hvis firma er med til byggeriet Prora på Rügen. Madsen forsøger, at komme med i byggeriet. Pigerne på hotellet får hører, at Martha har fået job på Hotel Phønix i Aalborg. Philip laver en fransk muslingeret i køkkenet, fordi han, Ditmar og Amanda skal på picnic. Molly bliver imponeret over hans evner, men hun hjælper ham også med at få retten endnu bedre. Picnicen ender i et voldsomt uvejr, så de søger ly i den lille strandhytte. Hr. Weyses psykologsessioner fortsætter. Psykologen vil gerne hypnotisere Weyse, men han er i imod, så han demonstrerer det på Edith, men det går ikke helt som planlagt. Han kommer dog i tanke om, at der sad en person i salen, som hylede ham ud af den, da han glemte sine replikker, og over telefonen beder han Helene, om at prøve at finde ud af hvem. Leslie er fortsat interesseret i Nana, og han inviterer hende ud at spise i Skagen. Hun kommer ikke på det aftalte tidspunkt, og dagen efter fortæller hun, at hun har én derhjemme, som er inde som soldat. Leslie bliver meget skuffet. Til gengæld er han ikke interesseret i at starte i sin nye rolle på tobaksfabrikken, hvor han skal være prokurist Berthelsens overordnede. Han prøver at få sin mor til at give ham mere løn, da han er overbevist om at han er skuffet over, at han ikke er blevet forfremmet. Molin overhører Leslie og Alice' samtale, og han dukker op på Almas værelse samme nat og fortæller om en drøm han har haft, og at han stadig mener, at fru Frigh har brændt den underskrevne kontrakt. Molin fortæller Leslie, at hr. Frigh forsøgte at sælge fabrikken, hvilket han ikke vidste i forvejen. Madsen finder ud af, at han har forladt Amanda for en anden, og han bliver tosset. Han vil udradere ham, men Amanda taler ham fra dig. Amanda er bange for at de ikke får opgaven fra turistchefen. |             |                       |                         |                              |                      |                  |                  |
| 37 | 4           | "Nye planer"          | Hans Fabian Wullenweber | Hanna Lundblad Stig Thorsboe | 18. februar 2019     | 604              | 1,287            |
| Amanda har lovet fotografen til den turistfilm, som de håber at få ordre på, hele gagen som garanti for, at stå klar. Tage Skovgaard ringer endelig og vil skrive kontrakt på turistfilmen til hendes store glæde. Han kommer til hotellet for at holde møde med hende. Under mødet kommer en betjent og han flygter. Betjenten fortæller, at han er sindssyg og at hans firma slet ikke findes. Madsen er ved at køre en høne over, som Robert redder. Han lister afsted inden Madsen kan tale med ham. Han har været i Tyskland og se på Prora. Molin fortæller, at han ikke bliver en del af projektet før nazisterne laver et baggrundscheck på ham. Therese finder ud af, hvem han er, og hun fortæller det til Madsen, der straks opsøger Vera for at forbyde hende at se ham. Hun meddeler at hun vil hjælpe ham uanset hvad. Madsen finder frem til, at da Robert er dansk statsborger, kan han få en navneattest, der hvor han er blevet navngivet. Vera har også lån Robert bogen af Arve Myhre, og han finder den også rigtig god. Weyse skælder Helene ud for endnu ikke at have fundet ud af, hvem der sad i salen under hans sidste forestilling. Han fortæller psykologen om personen. Han fortæller han har hørt om oprøret blandt de unge skuespillere på teatret, der har brokket sig over, at Weyse var alt for gamle til at spille rolle som Erasmus Montanus. Han foreslår at den person, som sad i salen var Weyses elev Mogens Gregorius, og endelig husker Weyse det. Psykologen konkluderer, at Weyse ikke har sceneskræk, men at han i stedet er gået i panik over, at han ikke længere kan spille de helt unge roller. Aurland fortæller, at hans kontakter i ministeriet ikke ser på milde øjne på, at de skjuler en flygtning. Lydia foreslår, at de skal få fremstillet falske personpapirer til Robert. Molin taler atter med Leslie om fabrikken. Leslie og Nana mødes igen. Leslie betror Nana at han ikke har lyst til at rejse, men bare vil blive med Nana, og hun fortæller, at hun har det lige sådan. Jesper kontakter Weyse og fortæller, at han skal spille en sidste aften i Skagen, og at store kunstnere ingen alder har. Han forsøger også at få Ane med. I Skagen møder Weyse to studenter og optræder med Jespers band. Næste morgen vågner han på sit værelse med begge studiner, og han sender dem væk. Jesper dukker op på hotellet, og Molin genkender ham. Han taler med Ane. Molin dukker igen op på Almas værelse midt om natten, for selvom hun har låst døren, så nøglerne til alle værelserne ens, så han har bare låst sig ind. Fie og Morten vil forpagte hotellet ud, og de spørger Edith. Hun vil gerne arbejde her, men vil ikke overtage det. Amanda finder ud af, at hotellet skal forpagtes ud, og hun foreslår at hende, Ditmar og Philip skal overtage hotellet. |             |                       |                         |                              |                      |                  |                  |
| 38 | 5           | "Soldaten"            | Hans Fabian Wullenweber | Hanna Lundblad Stig Thorsboe | 25. februar 2019     | 605              | 1,386            |
| Weyse kommer tilbage til hotellet op ad formiddagen, efter at have været ude med Jespers band. Han er hårdt ramt af tømmermænd og ser usoigneret ud. Alma meddeler at hun alligevel vil spillet Trold kan tæmmes uanset, om Weyse spiller med eller ej. Hvad værre er, at Weyses rolle er blevet givet til hans fjende Sophus Poulsen. Madsen spørger om Molin vil være med i bestyrelsen for hans selskab. Madsen er blevet godkendt til at bygge på Rügen, og Fischer kommer fra Tyskland for at drøfte forretningen. Han meddeler, at han ikke kan være med, da han ikke kan blive godkendt fordi han ikke er med i partiet. Madsen bliver sur, men Therese bliver endnu mere rasende, fordi hendes mand vil entrere med nazisterne. Lydia viser Vera de fantastiske anmeldelser som Arve Myhres bog har fået i avisen. Hr. Aurland har fået tilsendt Roberts papirer, så nu kan han endelig komme afsted til Sverige. Amanda får overtalt Vera til at køre ham til Frederikshavn, så de kan få lidt mere tid sammen. En betjent dukker op og vil tale med fru Fjeldsø, for at forhøre sig om Robert. De påstår, at de ikke hr set ham, men de er ikke synderligt overbevisende. Det betyder også, at han ikke kan bruge navneattesten. Vera og Robert når ikke færgen og må overnatte på et hotel, og de taler med Amanda, som forklarer dem situationen. De deler sengen sammen på værelset. Ditmars mor kommer til hotellet, og hun har medbragt redaktør Preben Bruun fra Viborg Stiftstidende. Både hende og Preben ved åbenlyst at han er sammen med Philip. Hun fortæller, at hun skal giftes med Preben, og taler om at få lavet arveskifte fra Ditmar, som stadig er greve på Frisenholm, til hans søn Wilhelm. Nana og Leslie er blevet dus. Nanas kæreste kommer, mens han har et kort orlov, og han giver hende en ring. Hu fortæller, at hun ikke kan blive forlovet, fordi hun har mødt en anden. Han dukker op på hotellet senere og er synlig beruset. Han gennemskuer, at det er en af gæsterne, og låser Nana inde på sit værelse, og gennemgår værelserne, indtil han finder Weyse, som han overfalder med en kniv. Han afværget ham, men bliver såret. Redaktør Bruun telefonerer til sin avis og får en artikel på forsiden om episoden, og får nævnt både hotellet og hospitalet. Otilia hjælper lidt til på hotellet, da Nana er kørt med til hospitalet. Molin gør fortsat kur til Alma, og kører hende til Skagen, hvor hun skal mødes med Sophus Poulsen. Han siger også, at han vil forlade sin hustru. |             |                       |                         |                              |                      |                  |                  |
| 39 | 6           | "En ny begyndelse"    | Hans Fabian Wullenweber | Hanna Lundblad Stig Thorsboe | 4. marts 2019        | 606              | 1,499            |
| Morten kommer hjem fra England. Han fortæller, at han og Fie gerne vil sælge hotellet, da det kan blive vanskeligt for dem, hvis der blive krig. Amanda holder møde med Morten, men da hun ikke vil låne penge af sin far for at køb det, da han i så fald også ville mene, at han skulle bestemme. Amanda indser at Ditmar jo er god for mange penge via godset, men han vil ikke eje et hotel. Da Ditmars mor og Bruun komme for at presse på for at få arveskiftet igennem siger han nej. Bruun truer Ditmar med at offentliggøre hans homoseksualitet, hvis ikke han overlader både godset og opdragelsen af Wilhelm til ham. Ditmar bliver sur og siger nej, og han beslutter også, at han vil låne pengene ud til køb af hotellet. Amanda og Morten får indgået en aftale om salg af hotellet til Ediths store glæde. Otilia går ind og hjælper i køkkenet, da Edith og Ane har svært ved at nå det hele alene. Nana fortæller i køkkenet, at hun har set Leslie på trods af, at personalet ikke må omgås gæsterne. Lydia læser i avisen, at mange mennesker forsøger at få fat i Arve Myhre, efter den gode kritik af hans bog. Forlaget meddeler, at forfatteren ikke vil tale med nogen, og avisen spørger derfor om nogle af læserne kender ham. Hun mener, at Vera kender vedkommende. Vera vil tage med Robert til Sverige, da hun mener, at det bliver nemmere for ham at komme ombord på færgen uden at blive opdaget, hvis de rejser som et par. Aurland har fra sin kollega, at udenlandske jøder bliver afvist i Sverige, så han heller ikke kan bruge navneattesten der, og at det danske politi sandsynligvis allerede har videregivet oplysningerne. Vera kort efter til hotellet og Aurland får beskeden videre. Netop som Vera og Robert dukker op til færgen kommer kriminalbetjenten og vil se legitimation. Vera fortæller, at hun er hans assistent, og at årsagen til, at han ikke har legimitation er, at han er Arve Myhre. Som bevis vidste hun Myhres forfatterkontrakt. Således finder Robert ud af, at Vera er forfatteren. Weyse kommer tilbage fra hotellet sammen med Helene. Hun opdager, at han ikke har sin vielsesring på. Netop som han har fået bortforklaret det dukker de to studiner op på værelset. Helene gennemskuer straks, hvad der er foregået, og hun forlader straks værelset. Hun ender med at blive, mod at han tager sig sammen, står ved sine handlinger, stopper sit ynk og tager rollen i Trold kan tæmmes. Leslie fortæller sin mor, at han har set Nana, og at han har tænkt sig at spørge, om hun vil med til København og vil gifte sig med ham. Fru Frigh tager det først som en spøg, men da det går op for, at hun mener det, fortæller hun, at hun ikke forhindrede salget for af fabrikken for, at Leslie skulle have en simpel stuepige som hustru. Efter lidt betænkningstid indrømmer hun overfor Leslie, at hun er stolt af, at hun har skabt stor vækst på fabrikken i sin tid som direktør, og hun ender med at lade ham selv beslutte, om han vil overtage direktørposten. Therese er stadig tosset over, at han vil tjene penge på at arbejde med tyskerne. Han får overbevist hende om, at de trækker sig ud, men i virkeligheden fortsætter han og Molin arbejdet på de tyske forretninger. Molin fortæller Madsen, at han vil forlade sin hustru, og han derfor sandsynligvis vil miste sin forbindelse til kongehuset og mange andre gode forbindelser. Madsen og Molin taler om, at hvis der bliver krig, så er hans investering nok tabt, men han mener ikke, at det vil ske. Sent om aftenen kommer Aurland ind på Fjeldsøs værelse for at fortælle, at han i radioen netop har hørt, at de tyske tropper er meget aktive, og det nok betyder krig. |             |                       |                         |                              |                      |                  |                  |

### Sæson 7 (2020)
| Nr. i serie | Nr. i sæson | Titel                          | Instruktør              | Manuskript af                | Oprindelig sendedato | Produktions kode | Seertal (i mio.) |
| --- | ----------- | ------------------------------ | ----------------------- | ---------------------------- | -------------------- | ---------------- | ---------------- |
| 40 | 1           | "Ingen tyskere her"            | Hans Fabian Wullenweber | Hanna Lundblad Stig Thorsboe | 27. januar 2020      | 701              | 1,594            |
| Gæsterne vender tilbage. Denne gang med tog, da krigen har gjort sit indtog og der kræver særlig køretilladelse at føre et automobil. Fru Frigh rejser med Bertha, Lydia og fru Fjeldsø. Toget er fyldt med tyskere, men de møder også hr. Ramsing, der er på vej til Skagen. Fru Fjeldsø er som sædvanlig meget skeptisk over for alt nyt, og navnlig at Amanda har overtaget hotellet. Amanda låner sin fars vogn for at køre til Skagen for at aflevere nogle dårlige rødspætter, som de havde fået samme morgen. Hun har dog ikke køretilladelse, og hun bliver derfor stoppet af politiet så hun er ikke på hotellet, da gæsterne ankommer. Da hun endelig kommer frem har politiet konfiskeret Madsens køretilladelse, da den kun gælder i København. Edith, Ane og Nana får hjælp af Otilia, mens Philip er i køkkenet. Sæsonens middag bliver en succes. Nana er blevet gift med Anders, men det viser sig, at han døde efter at have deltaget i modstanden ved Haderslev den 9. april. Hr. Flügelhorn kontakter Weyse for at få ham til at spille hovedrollen i hans filmatisering af Hærværk, men han nægter. Helene får ham dog overbevist at læse bogen, hvorefter ha bliver omvendt, da han finder rollen fantastisk. Madsen har mistet alle investeringer i Tyskland, men Molin kontakter ham med et nyt forslag. Bertha er kommet med fru Frigh. Da hun taler med Leslie, der er hjemme på fabrikken, får hun at vide, at Jan Larsen som hun ellers så, er blevet afskediget sammen med flere andre. Hun bliver sur og forsøger at tale sin mor til at få ham genansat. Ramsing dukker op om aftenen, da der var for mange tyskere i Skagen. Weyses drenge snupper uniformerne fra to tyske soldater, som bader, men Weyse leverer det tilbage. Helene finder dog ud af, at Leander har, snupper den ene soldats soldaterbog. Weyse slår det hen og smider den i en skuffe. Molly og Peter Andreas får nyt om, at ét af Mortens skibe er gået ned. |             |                                |                         |                              |                      |                  |                  |
| 41 | 2           | "Samarbejde"                   | Hans Fabian Wullenweber | Hanna Lundblad Stig Thorsboe | 3. februar 2020      | 702              | 1,556            |
| Helene vil ikke have den tyske soldaterbog på værelset, så Weyse lover at skaffe sig af med den. Betjent Folmer dukker op for at spørge efter den, og Helen siger straks, at de har den. Hun kommer ind på værelset netop som Weyse er ved at brænde den. De får afleveret til betjenten Molin kommer med et tilbud om at Madsen kan få lov at få kontrakt på at bygge for tyskerne i Aalborg Lufthavn. Madsen er i tvivl, men der er rigtig gode penge at tjene. Da Molin fortæller at både de konservatives formand og Stauning opfordrede til at tage arbejdet bliver han overbevist. Han prøver derefter at overbevise Therese, der er voldsomt imod at samarbejde med tyskerne på nogen som helst måde. Ramsing tager fru Frigh med på en cykeltur, og lægger an på hende. De spiser sammen på en kro, og bader på turen tilbage og kommer sent hjem til hotellet. Berthas ven Jan er cyklet hele vejen fra København, men Bertha bliver ikke fornnøjet over at han pludseligt dukker på. Hun opsøger ham ved hans telt, hvor de for alvor genforenes, og hun sover i hans telt. Weyse prøver ivrigt at få sin rolle i Hærværk, og da han endelig får fat i ham, fortæller han er i tvivl om den overhovedet kan komme igennem censuren, da den er meget politisk. Ditmar finder ud af, at hans nye stedfar, Preben, har arrangeret et stævne for nazisterne på Frisenholm. Han vil bringe et dementi i Prebens egen avis, og ringer til til og gør det meget klart, at godset er hans og at han ikke vil have stævnet afholdt det. Preben forsøger igen at få ham til at makke ret, ved at fortælle, hvordan homoseksuelle bliver behandlet i Tyskland. Edith og Otilia bider fortsat af hinanden, og Amanda begynder at opfatte det. Philip laver fin fransk mad, og får også brugt resterne. Løjtnant Uwe Kiessling dukker op og vil tale med Weyse. Han forsøger at overtale Weyse til at synge for sine mænd i Skagen mod at glemme episoden med soldaterbogen. Weyse nægter, da han ikke på nogen måde vil være politisk. Kiessling møder Amanda, som han straks bliver i. Han vil have hende til at få Weyse til Skagen, da han ellers truer med at tyskerne vil overtage hotellet. |             |                                |                         |                              |                      |                  |                  |
| 42 | 3           | "Sommer, See und Sonnenschein" | Hans Fabian Wullenweber | Hanna Lundblad Stig Thorsboe | 10. februar 2020     | 703              | 1,481            |
| Weyse vil flygte fra hotellet, fordi han skal synge for tyskerne, men Helene taler ham fra det. Han finder en løsning, idet at hele hans repertoire er på engelsk og får AManda til at ringe og fortælle det, så de afløser. Løjtnant Kiesling dukker op, og tager Amandas grammofon og sætter en tysk plade på, så Weyse kan lære en tysk sang, som han kan fremføre samme aften. Helene hjælper Weyse med at lære sangen. Flügelhorn dukker op under for at holde møde om Hærværk, men da han er meget imod samarbejde med tyskerne, vil Weyse for alt i verden undgå, at han opdager aftalen med tyskerne i Skagen. Bertha vågner i Jans telt og skynder sig tilbage til hotellet så det ikke bliver opdaget, at hun ikke har sovet der. Fru Frigh venter på værelset og vil straks vide, hvem det var. De har et skænderi om ham, og fru Frigh siger, at hun da bare kan flytte ned til ham i teltet. Fru Frigh betror sig til Ramsing, at hun fik afskediget Jan, fordi han er kommunist. Han anbefaler hende at lade være med, at være imod forholdet. Hun ændrer snart efter taktik og bringer mad til Bertha. Ramsing tilbyder at lade sin store eksport af medicin til Tyskland være afhængig af at Frighs tobaksfabrik kan få lov at importere et parti varer for Holland, for at få Valutacentralen til at lade dem indføre varene til fabrikken. Alice kysser Ramsing, da de sammen sider i hende seng. Molins skilsmisse er gået igennem, og han vil straks kontakte Alma i Stockholm. Deres samtale bliver dog afbrudt, da det kun er foretningsaftaler, der er tilladt. Morten dukker pludseligt op hos Molly, fordi han har været i Aalborg til mindegudstjenesten for de forliste skib. Han fortæller også, at han har været med til at redde engelske soldater til England efter slaget ved Dunkerque. Han skal også forbi lufthavnen i Aalborg for at se nærmere på tyskernes byggeri for englænderne. Leslie ringer til hotellet for at tale med sin mor, men får fat i Nana. Hun fortæller, hvad der er sket med Anders. |             |                                |                         |                              |                      |                  |                  |
| 43 | 4           | "Alsang og hærværk"            | Hans Fabian Wullenweber | Hanna Lundblad Stig Thorsboe | 17. februar 2020     | 704              | 1,486            |
| Ramsing har sovet hos fru Frigh, men han må tage til København samme dag, fordi tyskerne ønsker, at hans fabrik skal øge eksporten til dem. Fru Frigh venter spændt på, at han ringer til hotellet, men det sker ikke. Flügelhorn opdager at Weyse har optrådt for tyskerne i Skagen siger, at han ikke kan bruge ham i sin film, da han jo nu har bekendt side. Madsen tager med Molin Aalborg for at holde møde med tyskerne om opgaven på lufthavnen. Therese nægter at tage med. Hun tager i stedet til alsang i Skagen sammen med Lydia, der også har overtalt Fjeldsø, Otilia. Helene får også overtalt Weyse til at tage med. Morten er taget til Aalborg for at se på lufthavnen. Her taler han med Arne Kokholm, der har kørt cement for tyskerne. Her ser han grosserer Madsen. Direktøren fra Nordisk Film ringer og fortæller, at Hærværk ikke bliver til noget, fordi Flügelhorn i stærkt beruset tilstand har brudt ind på filmstudiet og ødelagt alle de filmruller som tyskerne havde fået produceret. Weyse bliver meget lettet over, at beviserne for at han har sunget for tyskerne. Nana betror sig til Edith, at hun fortryder at være blevet gift med Anders, og at siden sidste sommer, har der kun været én for hende; Leslie. Aurland meddeler at der bliver tvungne kurser i tysk og at læerbøgerne skal skrives om. Efter alsangen spørger hun, om han ikke med sine kontakter kan udbrede denne viden, i håb om at få lærerne til at nægte. Løjtnant Kiesling bliver ved med at ringe til Amanda, men hun vil ikke tale med ham. Bertha får mad fra Molly og bor fortsat i teltet med Jan. Han bliver ved med at brokke sig over, at hun er direktørens datter, og han bliver sur, da hun snakker om børn Det ender med at hun går. Molin får endelig kontaktet Alma og fortalt at han er blevet skilt og vil have hende tilbage, ved at lade som om det er en forretningssamtale. Mitzi har meldt Ditmars søn Wilhelm ind i hitlerjugend, da de var i Tyskland. Ditmar får taget ham fra Frisenholm til hotellet iført uniform. |             |                                |                         |                              |                      |                  |                  |
| 44 | 5           | "En herre fra København"       | Hans Fabian Wullenweber | Hanna Lundblad Stig Thorsboe | 24. februar 2020     | 705              | 1,517            |
| Leslie ankommer alene til hotellet, til trods for at være forlovet. Det viderebringer Edith straks til Nana og forsøger at presse på, for at hun skal tale med ham. Da Edith taler med ham, spørger han om Nana er sur på ham, og svare "nærmere tvært imod". Samme aften dukker Leslie op på Nanas værelse og siger, at hvis bare han havde vist, at hun havde det sådan. Bertha er ulykkelig, fordi Jan er rejst efter deres skænderi. Fru Figh får endelig besked fra København om, at hr. Ramsing er på vej. En mand dukker op, som præsenterer sig som Johan Ramsing. Hun er således blevet udsat for et bedrageri, og franarret 50.000 kr. af ham, som har givet sig ud for at være hr. Ramsing. Hun indser, at det har været planlagt fra starten. I Billed-Bladet er der billeder fra fællessangen i Skagen, hvor Weyse med familie er med. Weyse får besked fra direktør Conradsen om, at tyskerne er dukket op på teatret, fordi de tror, at han står bag filmafbrændingerne. Han vil i første omgang ikke have ham tilbage på teatret. Senere ændrer han mening og vil gerne have Weyse med, mod at han deltager ved et stiftende generalforsamling i dansk-tysk kulturforening. Løjtnant Kiesling dukker pludseligt op på Amandas kontor for at undskylde. Han vidste ikke at Weyse blev optaget, men Amanda er afvisende. Morten har fået Ane til at undersøge, om Molin og Madsen har nogle tegninger på opgaven i Aalborg, og hun bliver næsten opdaget. Da hun ikke finder noget, får Morten hende til at tilbyde, at han kan tage Molin med til Sverige på turen tilbage. Han mødes med Molin og udspørger ham. Molin tror, at Morten vil vende tilbage til Danmark og være med i byggeriet, og forlader ham derfor i vrede. Senere samme dag får han brev fra Alma, der skriver, at de er forbundne, men at han jo ikke kan komme til Stockholm pga. krigen. Han går tilbage til Morten og indvilliger i at fortælle om byggeriet og gå bag om Madsen, men siger også, at han nok vil indse, at der ikke er plads til flere folk på byggeriet. Politiet har ryddet Frisenholm under stævnet, men Ditmar kan ikke finde noget om det i avisen. Hans søn Wilhelm leger med Weyses drenge og Emma. Aurland har kontaktet lærerforeningen for at fortælle om ændringerne for lærerne, men vil ikke fortælle hvem han er, da han som embedsmand ikke må videregive den slags fortrolige oplysninger. Otilia bliver sur og skuffet. Senere fortæller han Otilia, at han har besluttet at risikere sig selv for en større sag, og at han derfor vil tage et personligt møde lærerforeningen. |             |                                |                         |                              |                      |                  |                  |
| 45 | 6           | "Besat"                        | Hans Fabian Wullenweber | Hanna Lundblad Stig Thorsboe | 2. marts 2020        | 706              | 1,570            |
| Amanda har talt med alle gæsterne, og de vil gerne komme tilbage igen næste sommer. Leslie har brudt sin forlovelse, men Nana skælder ham ud for ikke at have talt med hende først. Fru Frigh er bestyrtet, men Bertha forsøger at få hende til at slappe af. Den virkelige hr. Ramsing vender tilbage til fru Frigh og fortæller at han har fundet frem til bedragerens virkelige navn. Preben dukker op og fortæller, at politiet blev ydmyget, da de forsøgte at stoppe stævnet. Derudover vil han tage Wilhelm tilbage til Frisenholm, men Ditmar siger nej. Han forsøger, at bruge magt til at tage ham med, men Wilhelm flygter til Molly og Peter Andreas. Kiesling dukker op på Amandas værelse og fortæller, at han er besat af hende. Han kysser hende, og hun giver ham en lussing. Han siger, at hun skal huske på, at han har tilbudt sit venskab næste gang de mødes. Han vender tilbage og meddeler, at den tyske værnemagt overtager hotellet. Alle gæsterne får besked om at pakke. Leslie bliver hentet ned fra værelset af de tyske soldater, men da han gør modstand bliver han overleveret til politiet. Weyse får en opringning fra direktør Conradsen om den stiftende generalforsamling i dansk-tysk forening, og han meddeler, at han ikke vil deltage. En højere rangerende tysk officer har pludseligt givet kontraordre, og Kiesling meddeler, at staben alligevel ikke vil have hotellet. Madsen beslutter, at han ikke vil arbejde for tyskerne, han mødes med obersten i Aalborg for at meddele det. Her finder han ud af, at løjtnant Kiesling ikke handlede på egen hånd, da han tog hotellet, men på ordre, men at det blev stoppet afobersten, fordi Madsen bor på hotellet. Weyse får tilsendt en manuskript til Onklen i Amerika vender tilbage, og han er ked af det. Helene fortæller, at Conradsen har ringet mens han var i vandet, og han udvandrede fra middagen med sin hustru, og takker ham for at have givet ham modet til at sige fra. Han vil meget gerne vil have Weyse tilbage og vil sågar tale om hans gage. Leslie bliver løsladt og prøver at finde Nana, der netop har forladt hotellet for at tage hjem til sine svigerforældre, som hun bor hos, fordi hun får en hædersgave på 800 kr. om året, fordi hendes mand faldt for tyskerne. Han beslutter at tage til Blokhus for at tale med hende i stedet for at tage med familien hjem. På vej hjem i toget meddeler Bertha, hun vil begynde på akademisk studenterkursus efter ferien. Hr. Ramsing dukker pludseligt op i toget, hans bil brød sammen.                                        |             |                                |                         |                              |                      |                  |                  |

### Sæson 8 (2021)
| Nr. i serie | Nr. i sæson | Titel                    | Instruktør              | Manuskript af                | Oprindelig sendedato | Produktions kode | Seertal (i mio.) |
| --- | ----------- | ------------------------ | ----------------------- | ---------------------------- | -------------------- | ---------------- | ---------------- |
| 46 | 1           | "Det taler vi ikke om"   | Hans Fabian Wullenweber | Hanna Lundblad Stig Thorsboe | 1. februar 2021      | 801              | 1,968            |
| Tyskerne har overtaget Hotel Udsigten længere nede af stranden. Der kommer en ny gæst på hotellet; Claus Villumsen, der skulle være docent i arkæologi. Han fatter interesse for Bertha. Lydia spørger til udgravningerne af Jellingehøjene. Han virker dog ikke særligt vidende om emnet, når han bliver spurgt Han viser sig at være sendt dertil, for at holde øje med tyskerne, og han rapporterer over til telefonen. Weyse er på hotellet alene med drengene. Han er gået i gang med sin memoirer, og han har aftalt at manuskriptet skulle leveres i foråret, og han føler sig forurettet over, at han bliver rykket for det. Han får også tilsendt Poul Reumerts erindringer. Han har fået forskud på bogen, så han har brug for at Helene kommer til hotellet for at hjælpe ham med at få skrevet bogen. Leslie er blevet gift med Nana, og de er flyttet til Aalborg, hvor han er blevet leder af deres filial i byen. Bertha er også flyttet hjemmefra; hun er lejer et værelse hos fru Ploug (Lydia). De 50.000 kr., som fru Frigh blev franarret året inden, har fået banken til give hende et halvt år til at få rettet op på økonomien. To tyske soldater dukker op, da grosserer Madsen og Therese bader. Han overfuser dem, men heldigvis på dansk, så de ikke forstår det. Han blev tvunget til at bygge færdig for obersten i Aalborg, og han har derfor set sig sur på dem. Fru Frigh bliver ringet op fra politiet i Skagen, der har arresteret hendes nabo for sortbørshandel. Hun tager til stationen, men i celeln venter den falske Ramsing. Han fortæller sit virkelige, der er Emil Høyer, og at han har tænkt på hende. Han giver hende et bagageudleveringsmærke til Hirtshals Station og fortæller at hendes 50.000 kr. ligger i en tasken. Aurland fortæller Otilia, at hans henvendelse til lærerforeningen har resulteret i, at hele organisationen arbejder for at holde nazisterne ude af undervisningen. Han skal via sin fætter finde ud af mere om, hvordan tingene foregår i Norge. Otilia tilbyder at hjælpe ham med at hjælpe ham med at få skrevet det hele ned et par timer om dagen. Han mener dog ikke, at hotellet kan undvære hende, så han beder sin sekretær at komme over. Philip foreslår, at hun spørger løjtnant om han ikke kan få de tyske soldater til at holde sig fra hotellet. Hun nægter og fortæller, at han en måned inden åbningen havde repareret et ødelagt vindue helt uden opfordring. Han har været forbi en gang om ugen siden sidste sommer og at han har savnet hende. Helene ringer til Weyse på hotellet og fortæller, at Weyses kollega teatermaleren Svend Damm er dukker op med hos dem, fordi politiet er efter ham, da han er kommunist. Tyskerne dukker op på stranden med llastbil fuld af soldater og pigtråd, og de spærrer af ned mod Hotel Udsigten. Madsen mener også, at hun skal kontakte løjtnant Kiesling. |             |                          |                         |                              |                      |                  |                  |
| 47 | 2           | "Chokolade og flødeskum" | Hans Fabian Wullenweber | Hanna Lundblad Stig Thorsboe | 8. februar 2021      | 802              | 1,655            |
| Tyskerne har flyttet afspærringen længere ned af stranden, fordi Amanda har talt med løjtnant Kiesling. Til gengæld vil han gerne have, at soldaterne kan få serveret chokolade og kage på hotellet. Alle er imod, men Amanda går med til det. Tyskerne får servering udendørs. Soldaten Botho vil tale med pigerne og spørger, hvornår Ane har fri. Amanda stopper det og meddeler, at de ikke vil få serveret noget, hvis ikke de opfører sig ordentligt. Deres overordnede dukker op og giver menig Stefan Berger en reprimande, da han har modtaget et brev fra en kvinde i tyskland, der er halvjøde. Tyskeren vender tilbage om aftenen og vil have Madsen til at sende et brev til sin kæreste. Madsen prøver at få fat i Molin, men han får først fat i ham, da Therese får ham til at ringe til Stockholm. Hun har læst en artikel om Alma skrevet af Weyses ekskone, Fanny. Hun viser artiklen til Weyse. Weyse taler med Helene, og finder ud af, at Svend går rundt i hans slåbrok og ryger hans tobak. Han taler med Aurland, der siger, at han burde være stolt af at Helene skjuler en kommunist, da han jo blot er medlem af et fuldt lovligt parti i Danmark. Weyse kontakter Fanny for at få hjælp til at skrive sin memoire. Molly og Peter Andreas har fået et brev fra Morten, men det var sendt fra Danmark, og det undrer dem meget. Bertha tager med sin mor til Hirtshals og henter tasken, efter hun har presset på for at få hende til at afsløre Emil Høyer. To personer dukker op, netop som de har fået udleveret bagagen, men betjent Gregersen træder også ind ad døren og tilbyder at køre dem tilbage. Da de er tilbage på hotellet finder de ud af, at tasken er fuld af rationeringsmærker. Bertha har gennemskuet, at Villumsen ikke er arkæolog, og hun kræver en forklaring, mens han står og telefonerer, for ikke at afsløre ham overfor de andre gæster. Han giver hende røret, og hun finder ud af, at han rapporterer til Arne Kokholm. Han fortæller det til Morten, som står i samme rum, der viser sig at være i Danmark. Jan Høyer dukker pludseligt op på fru Frighs værelse. Han forklarer, at han så personerne med taske efterlade den på stationen, da politiet kom, og han ikke afleverede den til politiet, fordi han kom til at tænke på Alice og hendes 50.000 kr. Aurlands sekretær er blevet syg, og kommer ikke alligevel. Otilia siger, at hans tilbud stadig står ved magt. |             |                          |                         |                              |                      |                  |                  |
| 48 | 3           | "Brevet"                 | Hans Fabian Wullenweber | Hanna Lundblad Stig Thorsboe | 15. februar 2021     | 803              | 1,535            |
| Et brev til den tyske soldat Stefan Berger bliver sendt til hotellet. Amanda tror det er gået galt og vil kontakte Hotel Udsigten, men Madsen tager brevet, og får det videregivet til Stefan. Fru Frigh fortæller Bertha, at der er taget noget fra tasken. Igen forsøger Bertha at overtale hende til at få hende til at overdrage tasken til politiet. Fanny Fjord gør sin ankomst på hotellet, efter Weyse har inviteret hende. Edith er glad for gensynet med hende og inviterer hende på kaffe i køkkenet. Hun vil ikke hjælpe ham, da hun ikke vil være hans sekretær. Hun finder ud af, at han har fået sin to børn med en gift kvinde på hotellet. Ditmar læser i avisen, at Preben har været med til at opfordre folk til at melde sig til Frikorps Danmark, og han er oprørt. Senere finder han ud af, at alle de ansatte på Frisenholm har meldt sig til korpset, og at han derfor ikke har folk til høsten same efterår. Villumsen har læst lidt op på arkæologien i Jelling og kan nu svare bedre for sig, når Lydia spørger. Han tager Bertha med over til Molly, fordi Arne Kokholm gerne vil tale med dem begge. Bertha tilbyder at se nærmere på, hvad tyskerne bygger, da Villumsen er blevet opdaget ved pigtråden flere gange. Hun bliver sendt afsted med et kamera. Hun filmer noget af anlægget og bliver opdaget af to tyske soldater. Villumsen kommer forbi samme øjeblik og kysser hende, og fortæller tyskerne, at de er på bryllupsrejse. Aurland fortæller Otilia, at han har fået svar fra sin norske fætter, men at censuren har taget det hele. Otilia overtaler ham til at bede sin sekretær om at blive i København. Under en middag dukker tyskerne op, og deres sergent meddeler at en gæst fra hotellet har hjulpet med at omgå værnemagten ved at levere brev til Berger. Madsen indrømmer, at det var ham. Sergenten siger, at de vil ordne det med pigen i Tyskland. Morten dukker op hos Moly og Peter Andreas. Han fortæller, at han er på en opgave fra England for at finde ud af, hvor tyskernes radarer er, når briterne skal bombe, så de ikke mister fly, ligesom de gjorde året inden da de forsøgte at bombe Aalborg Lufthavn. Ramsing dukker igen op på fru Frighs værelse med 5000 kr. Han har solgt nogle rationeringsmærker tilbage Svend-Åge Hasselstrøm i Aalborg og lover, at han kan skaffe resten af ehndes penge tilbage. Hun smider ham ud og giver ham tasken med hele indholdet. Han lover at vende tilbage med hendes penge. Fanny opsøger Weyse på værelset, og hun spørger, om årsagen til at hans bog kun skal handle om hans karriere på teatret. Hun siger, at han er en snob, og at han kan nå et meget bredere publikum, hvis han også vil skrive om hans filmkarriere i stedet for at skamme sig over den. Weyse ringer til Helene og klager sin nød. Mens de taler sammen dukker politiet op hun må afbryde samtalen for at flygte med Svend. Løjtnant Kiesling kommer og taler med Amanda og forsikrer, at sagen om brevet er glemt. Han undviger, da hun spørger, om det ikke er imod hans parti at hjælpe folk. Han siger også at Stefan er deserteret.                                                    |             |                          |                         |                              |                      |                  |                  |
| 49 | 4           | "Noget for noget"        | Hans Fabian Wullenweber | Hanna Lundblad Stig Thorsboe | 22. februar 2021     | 804              | 1,577            |
| Weyse er i gang med sin bog, men hans ene søn er ked af det, fordi han savner sin mor. Flere personer nævner, at de glæder sig til at læse om hans film. Betjent Gregersen kommer og spørger Weyse til hans hustru, da han er blevet kontaktet af politiet i København. Weyse søger råd hos Hjalmar til sin bog, men han taler et alvorsord med ham, fortæller at det ikke handler om hans bog, men om Helene. Han forsøger hele aftenen at finde ud af, hvor hun er ved at ringe til venner og bekendte. Sent om natten ringer hun til hotellet og fortæller, at hun kommer i morgen. Helene dukker op, og hun har taget Svend med. Kiesling kommer og giver Amanda et stykke rav. Molin og Alma kommer til hotellet. Molin har talt med den tyske oberst og har aftalt, at tyskerne kan skaffe materialer til Madsens byggeri i København, men kun mod at han hjælper tyskerne, hvilket han nægter. Alma vil have Molin til at sige til Madsen, at han planlægger at droppe sine forretninger, for at arbejde med Alma. Ditmar taler med sin mor, der prøver at redde høsten. Ditmar gennemskuer, at hun vil have ham til at frasige sig godset, da de ansatte endnu ikke har givet endeligt tilsagn til Frikorps Danmark. Ditmar tager til Frisenholm, og taler med forvalteren, der siger at ingen vil arbejde på godset ,fordi der bor nazister. Han smider Preben ud, og han truer ham og siger at det bliver hans livs fejl. Madsen ser, at tyskerne har pågrebet desertøren Stefan. Amanda spørger løjtnant Kiesling, der beretter, at han blev pågrebet i Tyskland, og at han havde giftet sig med sin jødiske kæreste. Han skal stilles for en krigsret. Madsen aftaler herefter at arbejde for obersten, mod at han hjælper Stefan. Til sin sekretær fortæller obersten dog, at han intet kan gøre i forhold til krigsretetns arbejde. Morten taler med Villumsen og Bertha hos Molly. Pludseligt dukker den tyske sergent op og spørger efter flæskesider, fordi han tror, at det er Åge Svenssens gård. Han spørger, hvem Morten er, og han fortæller, at han er søn på gården. Om aftenen ender hun på Villumsens værelse. Han fortæller også, at Morten vil have ham med England for at blive trænet som agent. Næste morgen fortæller fru Frigh, at hun er blevet kontaktet af de to skumle typer fra stationen ved navn Toft og Thomsen, og at hun har fortalt dem, at Emil har taget den. Hun er bange for, hvad der nu skal ske med ham, og Bertha bebrejder hende for at tænke mere på ham end på pengene. |             |                          |                         |                              |                      |                  |                  |
| 50 | 5           | "Søminen"                | Hans Fabian Wullenweber | Hanna Lundblad Stig Thorsboe | 1. marts 2021        | 805              |                  |
| Peter Andreas kommer oprevet til hotellet, da en sømine er drevet i land ved stranden. Gæsterne kan derfor ikke komme ned at bade, og da minerydderne kommer, bliver alle bedt om at forlade hotellet. Den er dog drevet til havs igen. Weyse får besked fra forlaget, der er begejstret over at Weyse har skrevet om både sin teater- og filmkarriere i forordet. Svend Damm har hørt, at hans partifæller er sendt til Horserødlejren og er fortvivlet. Gregersen dukker op på Weyses værelse og fortæller, at han har meldt sig selv, og at han har fortalt, at han har boet den seneste måned på Weyses adresse med hans vidende, men Weyse for talt sig ud af det. Gregersen vender tilbage efter han har fået besked fra sin københavnske kolleger, om at Damm har malet i hans lejlighed, og han derfor bliver arresteret. Helene beder Aurland om hjælp. Aurland modtager en hue fra sin norske fætter. Otilia gennemskuer, at fætteren har skjult et brev i foret. Han skriver, at der er tvungen indskrevet i hitlerjugend for alle børnene, og alle lærerne tvinges til at undervise efter de nazistiske principper. Fru Frigh får besked fra Emil Høyer, der er kommet på hospitalet i Skagen efter en "ulykke". Bertha forsøger igen at få sin mor til at ignorere ham, da hun mener, at kører rundt med ham. Hun tager til hospitalet, hvor Høyer ligger med adskillige frakturer. Toft og Thomsen har dog ikke fået fat i tasken, da han har gemt den ved Vippefyret, og han beder hende tage hen og hente den. Fru Frigh opsøger Hassestrøm i Aalborg og tilbyder, at han kan få tasken tilbage gratis, mod at han sørger for, at Toft og Thomsen aldrig kommer no Hun bemærker at han har god tobak, og han afslører, at det er dansk dyrket. Ditmar høster på Frisenholm og har meget travlt, men har intet hørt fra Preben efter han har smidt ham ud. Molin har planer om, at Alma skal til Tyskland og spille med i en film. Han har aftalt med obersten, at de skal mødes, så Alma kan imponere. Madsen holder møde med obersten og vil høre om situationen med Stefan. Obersten påstår, at han går fri. Samtidig får Amanda besked fra løjtnant Kiesling om at ingen har hørt fra obersten, og hun får stoppet sin far inden han skriver under på kontrakten med tyskerne. Obersten afslører, at han ikke kunne gøre noget, og Madsen river kontrakten i stykker. Obersten kører inden han får talt med Molin og Alma. Alma vil tilbage til Stockholm og leve af sit skuespil. En kæmpe eksplosion ryster hele hotellet. Hotel Udsigten står i flammer, og Amanda ser at radaren vælter. Bertha går over til Molly, og får at vide, at Morten og Villumsen netop er taget afsted. Kort efter fru Frigh og Bertha er kommet hjem til København ringer Emil Høyer på døren. Weyse er kommet hjem i god behold til Helenes store lettelse, men han har haft det hårdt. Amanda bliver tilbage på hotellet efter alle har forladt det. Løjtnant Kiesling banker på, og fortæller, at Stefan på hans anmodning er blevet benådet og i stedet sendt til Østfronten. Han fortæller også, at betingelsen var, at han rejser med ham. De erklærer hinanden deres kærlighed. |             |                          |                         |                              |                      |                  |                  |

### Sæson 9 (2022)
| Nr. i serie | Nr. i sæson | Titel                         | Instruktør         | Manuskript af                | Oprindelig sendedato | Produktion kode | Seertal (i mio.) |
| --- | ----------- | ----------------------------- | ------------------ | ---------------------------- | -------------------- | --------------- | ---------------- |
| 51 | 1           | "It's been a long, long time" | Fabian Wullenweber |                              | 7. februar 2022      | 901             | 1.248.000        |
| Det er fire år siden, og det er nu 1945. Danmark er frit igen. Amanda er blevet enlig mor og fortæller, at datteren Frida er resultatet af et forhold til en mand fra Göteborg. Dette er dog imidlertid kun for at dække over, at hun faktisk er resultatet af et forhold med den tyske løjtnant Kiessling, som var på hotellet under besættelsen. Hotellet er ret færdigt efter at have været besat af tyske soldater gennem de mellemliggende år. Ikke desto mindre kan dørene efter fem travle uger endelig åbnes for hotellets stamgæster, men det er ikke alle, der kan lægge besættelsesperioden bag sig. Midt i det hele ankommer fru Fejldsø med sit svenske barnebarn, den dejlige 16-årige Sarah, som i mellemtiden aldrig har fået at vide, at hendes rigtige far er Edward Weyse. |             |                               |                    |                              |                      |                 |                  |
| 52 | 2           | "Frida"                       | Fabian Wullenweber | Stig Thorsboe Hanna Lundblad | 14. februar 2022     | 902             | 1.112.000        |
| Edward, der tror, at Sarah er hans datter, begynder at komme tæt på hende. En tidligere gæst vender tilbage til hotellet |             |                               |                    |                              |                      |                 |                  |
| 53 | 3           | "Dametur"                     | Fabian Wullenweber | Stig Thorsboe Hanna Lundblad | 21. februar 2022     | 903             | 1.117.000        |
| Da Sarahs jødiske bedsteforældre er ofre for en alvorlig forbrydelse, prøver Weyse med nogle trøstende ord. Sarah kræver dog handling fra den berømte skuespiller. Hr. og fru Molin gør deres entré på hotellet med lommerne fyldt med succes og overskudskapital. Alligevel tør hr. Molin ikke fortælle sin kone, hvor pengene kommer fra. Fru Weyse er træt af sin mands optagethed af sin datter og inviterer fru Frigh på udflugt med iboende overraskelser. At løjtnant Kiessling ikke døde på østfronten, er både en lettelse og en skuffelse for Amanda. For hvorfor har han så ikke besvaret hendes breve? |             |                               |                    |                              |                      |                 |                  |
| 54 | 4           | "Weyse får nok"               | Fabian Wullenweber | Stig Thorsboe Hanna Lundblad | 28. februar 2022     | 904             | 1.000.000        |
| Weyse er fortvivlet over, at hans ukendte datter Sarah har lagt ham på is og indvilliger i at optræde i radioen i håb om at få hende til at være med. Samtidig får hans forsømte kone endnu en gang en invitation fra den kvindeglade advokat Ødegaard Andersen i Skaw. Langt om længe får Amanda noget nyt om løjtnant Kiessling, mens grev Ditmar har besøg, hvilket udfordrer enhver snak om forsoning. Og så er det dagen, hvor Madsen og Molin kan skåle for et nyt partnerskab, men pludselig får Molin boblerne galt i halsen. |             |                               |                    |                              |                      |                 |                  |
| 55 | 5           | "Afsked og gensyn"            | Fabian Wullenweber |                              | 7. marts 2022        | 905             | 1.074.000        |
| Endnu en sommer ved havet er ved at afvikles, og hver gæst har løse ender at binde op. |             |                               |                    |                              |                      |                 |                  |